# Ершова, Татьяна Борисовна (экономистка)
Татьяна Борисовна Ершова (род. 19 июня 1970, Красноярск) — российский учёный-экономист, член-корреспондент РАО (2012).

## Биография
Родилась 19 июня 1970 года в Красноярске.
В 1994 году — окончила Комсомольский-на-Амуре политехнический институт.
В 2006 году — защитила кандидатскую диссертацию, тема: «Развитие промышленных предприятий на основе оптимизации инвестиций в модернизацию информационно-телекоммуникационной инфраструктуры».
В 2011 году — защитила докторскую диссертацию, тема: «Повышение качества информационного взаимодействия на высокотехнологичных территориально распределенных предприятиях».
С 1995 года — работает в Комсомольском-на-Амуре политехническом институте (с 2017 года — университет), пройдя путь от оператора ЭВМ на кафедре менеджмента и организации промышленного производства до заведующей кафедрой экономики (с 2015 года).
В 2012 году — избрана членом-корреспондентом РАО от Отделения общего среднего образования.

## Научная деятельность
Основные направления научной деятельности:
— микроэкономика;
— управление качеством;
— информационно-телекоммуникационная инфраструктура предприятия;
— экономическая статистика;
— инвестиционный анализ.
Автор 64 научных работ, 5 монографий, 17 учебно-методических пособий, 2 из них — электронные (по данным на 2015 год).
Под её руководством защищено 7 кандидатских диссертаций.

### Критика
По данным вольного сетевого сообщества «Диссернет», докторская диссертация, защищенная в 2004 году, содержит масштабные заимствования, не оформленные как цитаты.